# Frisedel
Den som fick frisedel i Sverige undantogs från skyldigheten att fullgöra värnpliktstjänstgöring på grund av personliga omständigheter. Vid mönstring skulle en totalförsvarspliktig skrivas in till en tjänst i totalförsvaret. Om resultatet av mönstringen visade att den totalförsvarspliktige saknade förutsättningar att fullgöra värnplikt och civilplikt, skulle Totalförsvarets pliktverk besluta att han inte var skyldig att fullgöra sådan tjänstgöring, enligt 3 kap 3 § lag (1994:1809) om totalförsvarsplikt.
Skälen till frisedel kunde exempelvis vara medicinska, som exempelvis handikapp-funktionshinder eller sjukdom som medfödda hjärtbesvär, eller stark närsynthet. Vissa gjorde tidigare värnplikt som handräckningsvärnpliktiga. Många befriades dock även från mönstringen och totalförsvarsplikten.
Ett gammalt nedsättande ord för en värnpliktig som inte ansågs duga till militärtjänst är kronvrak.